# 中日本高速道路
中日本高速道路株式会社（なかにほんこうそくどうろ、英: Central Nippon Expressway Company Limited）は、高速道路株式会社法に基づき設立された特殊会社。通称はNEXCO中日本（ネクスコなかにほん、英語：NEXCO Central Nippon, NEXCO Central Japan）。愛知県名古屋市中区錦に本社を置く。NEXCO3社のうちの一つで、中日本地域の高速道路、自動車専用道路などを管理運営する。

## 会社概要
2005年10月1日に日本道路公団(JH)の分割民営化により設立。
道路関係四公団の民営化方式として採用された上下分離方式において、道路施設の管理運営（いわゆる上の部分）を業務とする。道路施設の保有を目的に設立される独立行政法人日本高速道路保有・債務返済機構から、道路施設を借り受ける形態をとる。高速道路等の新規建設も事業内容に含まれるが、完成した道路は機構が（建設債務も含めて）保有することになる。
ブランド・スローガンとしては、同社発足時に「みちの明日へ」が制定されたが、2010年の同社設立5周年を機に「道を通じて感動を 人へ、世界へ」へ変更された。他に同社の経営方針として、「世界一の高速道路会社をめざして」がある。
ブランドカラーは「ネクスコ・オレンジ」と呼ばれるオレンジ色。同社では、中部日本エリアの活発なにぎわいをイメージした、力強くいきいきとしたオレンジ色としている。
支社
- 東京支社 - 東京都港区（東京都（一部を除く）、神奈川県（京浜地区の有料道路を除く）、静岡県、愛知県の一部、山梨県全域、長野県中部を管轄）
- 名古屋支社  - 愛知県名古屋市中区（東海3県（愛知県の一部を除く）と長野県南部、滋賀県東部を管轄）
  - 2007年3月31日までの組織名称は「中部地区支配人」
- 金沢支社  - 石川県金沢市（北陸3県を管轄）

かつて存在した支社・事務所
- 横浜支社 - 横浜市港北区
- 東京事務所  - 東京都港区
  - 2008年7月28日に統合され東京支社となった。

- 八王子支社
  - 2025年7月1日に東京支社へ統合されて消滅した。

## 事業範囲
概ね中部地方（新潟県全域及び長野県・富山県・福井県嶺南の一部を除く）と近畿地方の三重県において日本道路公団（JH）が管理していた高速道路および自動車専用道路が事業範囲となるが、神奈川県の大部分および東京都・滋賀県の一部路線も含まれている。これは、路線単位で範囲を区分することに加え、同時に設立されるNEXCO東日本およびNEXCO西日本との収入バランスを考慮したためとされている。

## 管理する路線

ネクスコ各社の管轄図

具体的には、以下の道路が事業範囲となる（高速道路株式会社法第6条に基づき日本高速道路保有・債務返済機構との間に締結された協定による）。

### 全国路線網

#### 高速自動車国道
- 中央自動車道
  - 富士吉田線（杉並区から富士吉田市まで） - 中央自動車道
  - 西宮線（大月市から東近江市〈八日市ICを含む〉まで） - 中央自動車道、名神高速道路
  - 長野線（岡谷市から安曇野市〈安曇野ICを含む〉まで） - 長野自動車道
- 第一東海自動車道 - 東名高速道路
- 東海北陸自動車道 - 東海北陸自動車道
- 第二東海自動車道
  - 横浜名古屋線 新東名高速道路※、伊勢湾岸自動車道
- 中部横断自動車道（静岡市から南部町まで、及び市川三郷町から甲斐市まで） 中部横断自動車道
- 北陸自動車道（富山県下新川郡朝日町〈朝日ICを含む〉から米原市まで） 北陸自動車道
- 近畿自動車道
  - 名古屋亀山線 名古屋第二環状自動車道、東名阪自動車道
  - 伊勢線 伊勢自動車道
  - 名古屋神戸線（愛知県海部郡飛島村から甲賀市まで〈甲賀土山ICを除く。〉） 伊勢湾岸自動車道、新名神高速道路※
  - 尾鷲勢和線（紀北町から多気町まで） 紀勢自動車道
  - 敦賀線（小浜市〈小浜ICを除く〉から敦賀市まで） 舞鶴若狭自動車道

※印のついている高速道路は全線開通していない路線。

#### 一般有料道路（高規格幹線道路に接続する路線）
A'は、高規格幹線道路の国幹道に並行する一般国道自動車専用道路。
Bは、高規格幹線道路の一般国道自動車専用道路。
- 伊勢湾岸道路（伊勢湾岸自動車道、国道302号 A'）
- 新湘南バイパス（国道1号〈一部区間国道468号と重複〉、国道468号の区間のみB）
- 首都圏中央連絡自動車道（圏央道・国道468号 茅ヶ崎市からあきる野市まで〈あきる野ICを含まない。〉、B）
- 東海環状自動車道（国道475号 豊田市から関市まで、B）
- 西湘バイパス（国道1号）
- 小田原厚木道路（国道271号）
- 東富士五湖道路（国道138号）

### 一般有料道路（単独路線）
- 安房峠道路（中部縦貫自動車道・国道158号）

## 関連企業
専門的に業務を行うため、民営化した際のグループ経営化の中で設立されている。
専門知識の共有のため、積極的なグループ内の人事交流が行われている。
連結子会社
- 中日本エクシス（中日本高速道路管内のサービスエリア・パーキングエリアを管理する企業）
- 中日本エクストール横浜（中日本高速道路、東京支社・八王子支社管内の料金収受業務を行う企業）
- 中日本エクストール名古屋（中日本高速道路、名古屋支社・金沢支社管内の料金収受業務を行う企業）
- 中日本ハイウェイ・パトロール名古屋（中日本高速道路、名古屋支社・金沢支社管内の交通管理・管制・不正通行対策・車限取締業務を行う企業）
- 中日本ハイウェイ・パトロール東京（中日本高速道路、東京支社・八王子支社管内等の交通管理・管制・不正通行対策・車限取締業務を行う企業）
- 中日本ハイウェイ・エンジニアリング東京（中日本高速道路、東京支社・八王子支社管内の保全点検業務を行う企業）
- 中日本ハイウェイ・エンジニアリング名古屋（中日本高速道路、名古屋支社・金沢支社管内の保全点検業務を行う企業）
- 中日本ハイウェイ・メンテナンス中央（中日本高速道路管内の八王子支社管内の維持修繕業務を行う企業）
- 中日本ハイウェイ・メンテナンス東名（中日本高速道路管内の東京支社管内の維持修繕業務を行う企業）
- 中日本ハイウェイ・メンテナンス名古屋（中日本高速道路管内の名古屋支社管内の維持修繕業務を行う企業）
- 中日本ハイウェイ・メンテナンス北陸（中日本高速道路管内の金沢支社管内の維持修繕業務を行う企業）
- NEXCO中日本サービス（中日本高速道路の業務に付随する、不動産事業・人材派遣事業・社屋管理等事業・お客様相談窓口関連事業・研修人材開発事業及び売店事業を行う企業）
- 中日本高速技術マーケティング（コンサルティング、商品開発、商品販売を行う企業）
- NEXCO中日本開発（高速道路周辺の商業施設等の開発・管理・運営を行う企業　2014年4月8日設立[11]）
- 箱根ターンパイク株式会社（箱根ターンパイクを保有、および同道路の管理・運営を行う企業）

持分法適用関連会社
- 高速道路総合技術研究所（東日本高速道路・中日本高速道路・西日本高速道路共通の研究機関　2007年4月2日中日本高速道路中央研究所から独立）
- 日本高速道路インターナショナル（東日本高速道路、中日本高速道路、西日本高速道路、首都高速道路、阪神高速道路共同の海外事業会社）

その他
- 株式会社オアシスパーク（河川環境楽園の岐阜県営公園部分の指定管理者となっている第三セクター企業。オアシスパーク・川島ハイウェイオアシス等の管理運営等を行う）

## 提供番組
現在
- なかなか日本！～高速道路女子旅～（テレビ神奈川、2018年7月 - ）

過去
- テレビ
  - 私的道案内（中京テレビ、中部）
  - シュン感!（日本テレビ、関東・中部）
  - 道草〜クルマで気ままに（テレビ東京・テレビ愛知）
- ラジオ
  - NEXCO中日本 Lovin' Drive
  - NEXCO中日本 DRIVE ON THE HEART（TOKYO FM、JFN系列10局で放送）

## 交通量
- NEXCO中日本が毎年発行するCSR報告書2009（115-117ページ）[12]に各種のデータが掲載されている。

## 外部認証
- 新東名高速道路の一部区間は、第三者認証としてJHEP認証を受けている。